# جرج ریوز
 جرج ریوز (انگلیسی: George Reeves؛ ۵ ژانویهٔ ۱۹۱۴ – ۱۶ ژوئن ۱۹۵۹) یک هنرپیشه اهل ایالات متحده آمریکا بود. وی بین سال‌های ۱۹۳۳ تا ۱۹۵۹ میلادی فعالیت می‌کرد.
از فیلم‌ها یا برنامه‌های تلویزیونی که وی در آن نقش داشته‌است می‌توان به بر باد رفته، از اینجا تا ابدیت و زنی با موهای شرابی بلوند و بلو گاردنیا اشاره کرد.